# Prosopocera gahani
Prosopocera gahani es una especie de escarabajo longicornio del género Prosopocera, tribu Prosopocerini, familia Cerambycidae. Fue descrita científicamente por Aurivillius en 1925.
Se distribuye por Camerún y República Democrática del Congo. Mide 14-20 milímetros de longitud. El período de vuelo ocurre en los meses de octubre y diciembre.